# ミツモトソウ
ミツモトソウ（水元草、学名：Potentilla cryptotaeniae）は、バラ科キジムシロ属の多年草。別名、ミナモトソウ。

## 特徴
茎は高さ50-100cmになり、上部で分枝し、下部の太さは径約5mmになり、全体に開出する粗い毛が生える。葉は互生し、3出複葉になり、下部のものには長い葉柄があり、上部のものには短い葉柄がつくか、またはほとんど無い。開花期には根出葉は枯れている。小葉は、長さ2-8cm、幅2-3.5cmで、菱状長楕円形、狭卵形または卵状長楕円形になり、先端は鋭頭から短鋭尖頭、基部は鋭形、縁は単鋸歯ときに二重鋸歯となり、表面は緑色で裏面は淡緑色になり、両面に伏毛が生える。葉柄の基部に托葉があり、披針形から狭卵形で先端が鋭頭になり、半分以上が葉柄と合着する。
花期は7-8月。分枝した各茎先に集散状の花序をつけ、黄色の径10-14mmの花を多数つける。萼は5個、狭卵形から三角状長楕円形で先は鋭くとがり、果期に成長する。副萼片も5個あって萼片と同長かやや短く、広披針形から長楕円形で先は鈍頭から鋭頭、萼片と同様に外側と縁に毛が生える。花弁も5個あり、広倒卵形で、先端は円頭かややへこみ、萼片よりわずかに長い。各花弁のすきまから先がとがった萼片が見える。雄蕊は20個あり、葯は黄色で小さい卵形となる。花床は球形で短毛が生える。心皮は多数あり、花柱はやや太く長さは約1mmになる。果実は痩果で多数あって、長さ約1mmになり、表面に縦に走るしわがあり、毛は無い。

## 分布と生育環境
日本では、北海道、本州、九州に分布し、山地の谷沿い、水辺、湿った林縁などに生育する。国外では、南千島、朝鮮半島、中国大陸、極東ロシアに分布する。

## 和名の由来
和名ミツモトソウの「みつもと」の意味は不明とされる。本種は山中の渓流のそばに生育するので、牧野富太郎は「みずもと（水源）という意味からミツモトソウと訛ったらしくミナモトソウも恐らく、源草の意味であろう」と述べている。

## 類似種との違い
本種は、同属の一年草または越年草のエゾノミツモトソウ Potentilla norvegica L.とよく似る。本種の葉はすべて3小葉からなり、托葉は葉柄に半分以上合着し、小葉の先端は鋭頭から短鋭尖頭になるのに対し、エゾノミツモトソウの上部の葉は3小葉であるが下部の葉は5小葉の羽状複葉になり、托葉は葉柄に基部のみ合着し、小葉の先端は鈍頭から鋭頭になる。また、本種の花弁は萼片よりわずかに長いのに対し、エゾノミツモトソウの花弁は萼片よりやや短い。

## ギャラリー
- 全草
- 茎の上部につく葉と葉柄の基部につく托葉。
- 花の裏面、副萼片は花弁より短い。